# Szirak Giumri
„Szirak” Futbolajin Akumby Giumri (orm. «Շիրակ» Ֆուտբոլային Ակումբ Գյումրի) – ormiański klub piłkarski z siedzibą w Giumri.

## Historia
Chronologia nazw:
- 1958–1970: Szirak Leninakan (orm. «Շիրակ» Լենինական)
- 1970–1981: Olimpia Leninakan (orm. «Ոլիմպիա» Լենինական)
- 1981–1990: Szirak Leninakan (orm. «Շիրակ» Լենինական)
- 1991–1992: Szirak Kumajri (orm. «Շիրակ» Կումայրի)
- od 1992: Szirak Giumri (orm. «Շիրակ» Գյումրի)

Klub Piłkarski Szirak Leninakan został założony w 1958 roku, chociaż już w 1934 na terenie miasta był założony pierwszy ormiański klub o nazwie Karmir Drosz Leninakan. Potem klub nazywał się Spartak Leninakan, Dinamo Leninakan, Stroitiel Leninakan i Znamia Truda Leninakan. W 1938 zespół startował w rozgrywkach Pucharu ZSRR, a w 1945 sezon występował w Trzeciej Grupie, strefie zakaukaskiej Mistrzostw ZSRR. Dopiero Szirak od 1958 regularnie występował w Klasie B, strefie 2. W 1963 w wyniku reorganizacji systemu lig klub spadł do Klasie B, strefie 4, ale po trzech sezonach w 1966 powrócił do drugiej klasy rozgrywek. W 1970 w wyniku kolejnej reorganizacji systemu lig klub pod nazwą Olimpia Leninakan ponownie spadł do Drugiej Grupy A, strefy 2, w której występował do 1990. W 1981 przywrócił nazwę Szirak Leninakan. Ostatni sezon mistrzostw ZSRR w 1991 grał w Drugiej Niższej Lidze, strefie 2.
Po uzyskaniu przez Armenię niepodległości, w 1992 debiutował w najwyższej lidze Armenii, w której występuje do dziś. W latach 90. XX wieku często sięgał po mistrzostwo kraju. Problemy finansowe sprawiły, że w ostatnich latach (od 2004) zespół osiągał słabsze wyniki.
Klub wychował wielu znaczących piłkarzy armeńskich, którzy występowali w reprezentacji Armenii. Do najwybitniejszych wychowanków klubu zaliczani są: Artur Petrosjan i Harutjun Wardanjan.

## Sukcesy
- Klasa B ZSRR, strefa 1:
  - wicemistrz (1961, 1962)
  - 3. miejsce (1960)
- Puchar ZSRR: 1/4 finału (1959/60)
- Mistrzostwo Armenii:
  - mistrz (1992, 1994, 1995, 1999, 2012/13)
  - wicemistrz (1993, 1995/96, 1997, 1998, 2002, 2013/14, 2015/16)
  - 3. miejsce (2000, 2003, 2014/15, 2016/17)
- Puchar Armenii: 
  - zdobywca (2011/12, 2016/17)
  - finalista (1993, 1994, 1999, 2011, 2012/13, 2022/23)
- Superpuchar Armenii:
  - zdobywca (1997, 2000, 2003, 2013, 2017, 2023)
  - finalista (1999)

## Skład na sezon 2016/2017
| Nr | Poz. | Piłkarz              |
| -- | ---- | -------------------- |
| 1  | BR   | Norayr Abrahamyan    |
| 2  | OB   | Arman Hovhannisyan   |
| 3  | OB   | Artyom Mikaelyan     |
| 4  | OB   | Edgar Espinoza       |
| 6  | PO   | Mohamed Kaba         |
| 7  | NA   | Wiulen Ajwazjan      |
| 8  | PO   | Rumjan Hovsepjan     |
| 9  | NA   | Konan Odilon Kouakou |
| 10 | PO   | Dawit Hakopian       |
| 11 | PO   | Edvard Panosyan      |
| 14 | OB   | Arman Tadevosyan     |
| 15 | PO   | Karen Aleksanian     |
| 16 | PO   | Arman Aslanyan       |

| Nr | Poz. | Piłkarz             |
| -- | ---- | ------------------- |
| 17 | PO   | Wahan Biczachczian  |
| 18 | NA   | Aram Muradyan       |
| 19 | PO   | Solomon Udo         |
| 21 | OB   | Gevorg Hovhannisyan |
| 23 | OB   | Robert Darbinjan    |
| 24 | NA   | Eder Arreola        |
| 25 | PO   | Aghvan Davoyan      |
| 27 | PO   | Aram Tosunyan       |
| 36 | NA   | Drissa Diarrassouba |
| 55 | BR   | Armen Kaczatrjan    |
| 77 | PO   | Nemanja Stosković   |
|    | BR   | Anatolij Ajwazov    |

## Europejskie puchary
Legenda do wszystkich tabel:
- Q – runda eliminacyjna, 1/16, 1/8, 1/4, 1/2 – odpowiednia faza rozgrywek, Grupa – runda grupowa, 1r gr – pierwsza runda grupowa, 2r gr – druga runda grupowa, F – finał, R – runda, PO – play-off
- k. – rzuty karne, los. – losowanie, Dogr. – dogrywka, w. – zasada bramek strzelonych na wyjeździe

| Sezon   | Rozgrywki        | Runda | Klub                 | Dom     | Wyjazd  | Ogólnie     |
| ------- | ---------------- | ----- | -------------------- | ------- | ------- | ----------- |
| 1995/96 | Puchar UEFA      | Q     | Zagłębie Lubin       | 0–1     | 0–0     | 0–1         |
| 1996/97 | Puchar UEFA      | Q     | Anorthosis Famagusta | 2–2     | 0–4     | 2–6         |
| 1998/99 | Puchar UEFA      | 1Q    | Malmö                | 0–2     | 0–5     | 0–7         |
| 1999/00 | Puchar UEFA      | 1Q    | HJK Helsinki         | 1–0     | 0–2     | 1–2         |
| 2000/01 | Liga Mistrzów    | 1Q    | BATE Borysów         | 1–1     | 1–2     | 2–3         |
| 2001    | Puchar Intertoto | 1R    | Tatabánya            | 1–3     | 3–2     | 4–5         |
| 2002    | Puchar Intertoto | 1R    | CD Santa Clara       | 3–3     | 0–2     | 3–5         |
| 2003/04 | Puchar UEFA      | Q     | Nordsjælland         | 0–2     | 0–4     | 0–6         |
| 2004/05 | Puchar UEFA      | 1Q    | Tiraspol             | 1–2     | 0–2     | 1–4         |
| 2012/13 | Liga Europy      | 1Q    | Rudar Pljevlja       | 1–1     | 1–0     | 2–1         |
| 2012/13 | Liga Europy      | 2Q    | Bene Jehuda Tel Awiw | 0–1     | 0–2     | 0–3         |
| 2013/14 | Liga Mistrzów    | 1Q    | Tre Penne            | 3–0     | 0–1     | 3–1         |
| 2013/14 | Liga Mistrzów    | 2Q    | FK Partizan          | 1–1     | 0–0     | 1–1, w.     |
| 2014/15 | Liga Europy      | 1Q    | Szachtior Karaganda  | 1–2     | 0–4     | 1–6         |
| 2015/16 | Liga Europy      | 1Q    | Zrinjski Mostar      | 2–0     | 1–2     | 3–2         |
| 2015/16 | Liga Europy      | 2Q    | AIK Fotboll          | 0–2     | 0–2     | 0–4         |
| 2016/17 | Liga Europy      | 1Q    | Dila Gori            | 1–0     | 0–1     | 1–1, k: 4–1 |
| 2016/17 | Liga Europy      | 2Q    | Spartak Trnawa       | 1–1     | 0–2     | 1–3         |
| 2017/18 | Liga Europy      | 1Q    | ND Gorica            | 0–2     | 2–2     | 2–4         |
| 2020/21 | Liga Europy      | 1Q    | Steaua Bukareszt     | 0–3 (W) | 0–3 (W) | 0–3 (W)     |